# Enoploctenus luteovittatus
Enoploctenus luteovittatus är en spindelart som först beskrevs av Simon 1897.  Enoploctenus luteovittatus ingår i släktet Enoploctenus och familjen Ctenidae. Inga underarter finns listade i Catalogue of Life.